# Bote (Recht)
Nach der heute in Deutschland herrschenden Repräsentationstheorie ist Bote (lateinisch nuntius) im rechtlichen Sinne, wer eine Willenserklärung seines Auftraggebers an den Erklärungsempfänger weiterleitet (Erklärungsbote) oder wer eine Willenserklärung für einen anderen in Empfang nimmt und an ihn weiterleitet ohne passiver Vertreter zu sein (Empfangsbote).

## Wesen des Boten

### Anforderungen
An den Boten sind keinerlei Anforderungen gestellt.
Insbesondere bedarf es nicht der vollen Geschäftsfähigkeit, da der Bote reiner Übermittler ist und keine eigene Willenserklärung abgibt.
Hier gilt der Merkspruch:
„Ist das Kindlein noch so klein, kann es doch schon Bote sein!“

### Beispiele
Erklärungsbote ist beispielsweise ein fünfjähriges Kind, das von seinem Vater zum Nachbarn geschickt wird, um dort ein Bestätigungsschreiben zum Kauf einer Waschmaschine abzugeben, die der Nachbar dem Vater angeboten hatte.
Hier überbringt das Kind eine verkörperte Willenserklärung des Vaters (die Annahme eines Kaufvertrages) und gibt keine eigene Willenserklärung ab.
Es ist mithin irrelevant, dass das Kind geschäftsunfähig nach § 104 Nr. 1 BGB ist.
Empfangsbote ist z. B. ein im Haushalt lebendes Kind, das einen Brief an den Vater vom Postangestellten ausgehändigt bekommt.

## Abgrenzung zur Stellvertretung
Der Bote muss von der Stellvertretung dahingehend abgegrenzt werden, dass der Vertreter eine eigene Willenserklärung anstelle des Vertretenen abgibt (vgl. § 164 I BGB).
Da der Vertreter eine eigene Willenserklärung abgibt, darf er nicht geschäftsunfähig sein, denn nach § 104, § 105 I, § 131 I BGB ist die Willenserklärung eines Geschäftsunfähigen stets nichtig.
Dies trifft aber auf den Boten nicht zu, da dieser wie beschrieben, nur eine Willenserklärung seines Auftraggebers überbringt.

## Zweifelsfall Bote oder Vertreter
Ob eine Mittelsperson eine eigene Willenserklärung (etwa im Rahmen einer Stellvertretung) oder eine fremde Willenserklärung abgegeben hat, ist nach der wohl h. M. durch Auslegung (§ 133, § 157 BGB) aus der Sicht des Erklärungsempfängers vorzunehmen.
Dabei ist es grundsätzlich unerheblich, was zwischen dem Erklärenden und der Mittelsperson im Innenverhältnis abgesprochen wurde.
Es kommt nur darauf an, was der Erklärungsempfänger anhand des Verhaltens der Mittelsperson verstehen durfte.